# Przejście graniczne Dorohusk-Jagodzin (drogowe)
Przejście graniczne Dorohusk-Jagodzin – polsko-ukraińskie drogowe przejście graniczne położone w województwie lubelskim, w powiecie chełmskim, w gminie Dorohusk, w granicach administracyjnych dwóch miejscowości – Dorohusk i Berdyszcze.

## Opis
Przejście graniczne Dorohusk-Jagodzin czynne jest przez całą dobę. Dopuszczony jest ruch osób oraz środków transportowych i towarów niezależnie od przynależności państwowej oraz początkowo na podstawie przepustek uproszczony ruch graniczny, następnie zmieniony na mały ruch graniczny.
Do przejścia granicznego dochodzą polska droga krajowa nr 12 (w przyszłości droga ekspresowa S12) i ukraińska droga magistralna M07.
Odprawa graniczna na wjazd i wyjazd dokonywana jest na terytorium Polski przez polskie służby graniczne według kolejności: wjazd/wyjazd Straż Graniczna, Służba Celna. Odprawa graniczna dokonywana jest na 16 pasach ruchu:
- Wjazd do RP – 8 pasów ruchu:
  - 4 pasy przeznaczone dla obywateli państw trzecich i ob. UE, EOG i Szwajcarii, które oznaczone są świetlnymi tablicami LED, na których sekwencyjnie pojawiają się oznaczenia ALL PASSPORTS/CARS i TOWARY DO ZGŁOSZENIA
    - 1 pas ruchu przeznaczony dla obywateli UE, EOG i Szwajcarii, z oznaczeniem UE, EOG, CH/CARS, na przemian z NIC DO OCLENIA
    - 1 pas ruchu dla autobusów i pojazdów korpusu dyplomatycznego, z oznaczeniem ALL PASSPORTS/BUSSES naprzemiennie z CD/CCD PRIORYTET i TOWARY DO ZGŁOSZENIA
    - 2 pasy przeznaczonych dla ruchu towarowego.
- Wyjazd z RP – 8 pasów ruchu:
  - 2 pasy przeznaczone dla obywateli państw trzecich i ob. UE, EOG i Szwajcarii, które oznaczone są ledowymi tablicami świetlnymi z oznaczeniami ALL PASSPORTS/CARS,
  - 1 pas ruchu przeznaczony dla obywateli UE, EOG i Szwajcarii, z oznaczeniem UE, EOG, CH/CARS
  - 1 pas ruchu dla autobusów i pojazdów korpusu dyplomatycznego, z oznaczeniem ALL PASSPORTS/BUSSES naprzemiennie z CD/CCD PRIORYTET
  - 2 pasy z oznaczeniem TAX FREE
  - 2 pasy przeznaczonych dla ruchu towarowego.

### Podmioty odpowiedzialne
Stan z 5 marca 2015
Podmioty odpowiedzialne za dokonywanie kontroli osób, towarów i pojazdów przekraczających granicę:
- Kontrola graniczna: Placówka Straży Granicznej w Dorohusku[6][a]
- Kontrola celna: Oddział Celny Drogowy w Dorohusku (Izba Celna Biała Podlaska, Urząd Celny w Lublinie)
- Graniczny Inspektorat Weterynarii w Dorohusku
- Graniczna Stacja Sanitarno–Epidemiologiczna w Dorohusku
- Wojewódzki Inspektorat Ochrony Roślin i Nasiennictwa w Lublinie – Oddział Graniczny w Dorohusku
- Wojewódzki Inspektorat Jakości Handlowej Artykułów Rolno–Spożywczych w Lublinie.

Administracja przejścia:
- Zespół Drogowego i Kolejowego Przejścia Granicznego w Dorohusku, podległy Wydziałowi Zamiejscowemu w Zamościu Lubelskiego Zarządowi Obsługi Przejść Granicznych w Chełmie (stan zatrudnienia – 30 osób).

### Stanowiska odpraw, miejsca postojowe
Stan z 5 marca 2015
łączna liczba stanowisk kontrolerskich w pawilonach kontroli paszportowo–celnej przy osobowych i towarowych pasach odpraw – 48, (20 dla funkcjonariuszy SG i 28 dla funkcjonariuszy SC) oraz jedno zespołowe stanowisko kontroli celnej w budynku odpraw pasażerów autobusów.
- Liczba stanowisk odpraw celnych towarów w innych pomieszczeniach (poza pasami odpraw) – 1 w wywozie.
- Liczba miejsc postojowych dla samochodów ciężarowych oczekujących na odprawę towarów: 40 w przywozie i 79 w wywozie.

### Obiekty kubaturowe
Stan z 5 marca 2015
- Budynek główny (1 890 m²)[b]
- Budynek główny placówki Straży Granicznej (2 920 m²)
- Budynek biurowy Służby Celnej (510 m²)[b]
- Pawilony kontroli paszportowo–celnej na pasach odpraw, oba kierunki ruchu – 22 szt. (łącznie 195,80 m²)[b]
- Budynek odpraw pasażerów autobusów na kierunku wjazdowym (180 m²)[b]
- Budynek służb: weterynaryjnej, fitosanitarnej, sanitarnej, kontroli jakości art. rolno–spożywczych (1 380 m²)[b]
- Budynek kontroli szczegółowej (850 m²)[b] z dwoma zadaszonymi rampami do rozładunku towarów
- Budynki kontroli szczegółowej samochodów osobowych – 2 szt. (łącznie 67 m²)[b]
- Budynek kontroli obecności istot żywych w przestrzeniach zamkniętych (160 m²)[b]
- Budynek magazynowy Służby Celnej (510 m²)[b]
- Budynek gospodarczy i myjnia samochodów placówki Straży Granicznej (133 m²)[b]
- Budynek administratora i zaplecza technicznego przejścia (1 530 m²)[b]
- Budynki podmiotów komercyjnych – 2 szt. (łącznie 720 m²)[b]
- Pawilony na rogatkach: wjazdowej i wyjazdowej – 3 szt. (łącznie 27,20 m²)[b]
- Wiaty nad pasami odpraw – 2 szt. (łącznie 6 022 m²)[b]
- Budynek sanitarny na parkingu buforowym (79,96 m²)[b].

### Media
Stan z 5 marca 2015
- Zasilanie elektroenergetyczne: dwie własne stacje transformatorowe zasilane liniami kablowymi SN 15 kV, wyposażone w agregaty prądotwórcze
- Sieć telefoniczna: telefonia IP oraz cyfrowa centrala telefoniczna.
- Sieci teletechniczne: CCTV, SKD, SSWiN, SSP, TCS, OCR, WLAN.
- Gospodarka wodno–ściekowa: zaopatrzenie w wodę z wodociągu gminnego, odprowadzanie ścieków sanitarnych do gminnej oczyszczalni ścieków, dwa zbiorniki wód opadowych (osadnikowy i przelewowy).
- Ogrzewanie i zaopatrzenie w ciepłą wodę: ogrzewanie obiektów kubaturowych z własnych kotłowni olejowych (2), a w części elektryczne (m.in. pawilony kontroli paszportowo–celnej na pasach odpraw oraz pawilony na rogatkach). Ciepła woda dostarczana jest z kotłowni, a w części obiektów jest podgrzewana elektrycznie.

### Inne elementy infrastruktury należące do przejścia granicznego
Stan z 5 marca 2015
- RTG stacjonarny do prześwietlania samochodów ciężarowych
- Stacjonarne monitory promieniowania typu bramkowego – 2 zestawy
- Zapory drogowe (szlabany) – 14 szt.
- Wagi – 4 dynamiczne i 2 statyczne
- Maszt antenowy.

### Infrastruktura usługowa
Stan z 5 marca 2015
Obsługa podróżnych:
- Izolatka/pomieszczenie do udzielenia choremu pierwszej pomocy (40,65 m²)
- 6 agencji celnych
- filia banku
- 2 punkty innych usług (ubezpieczenia, mała poligrafia)
- 7 kantorów wymiany walut
- 1 bar
- 17 automatów z napojami i słodyczami
- 5 toalet publicznych.

### Przejścia graniczne polsko-radzieckie
W okresie istnienia Związku Radzieckiego funkcjonowało w tym miejscu polsko-radzieckie drogowe przejście graniczne Dorohusk lokalnego znaczenia tylko dla wymiany delegacji społeczno-politycznych, kulturalnych, sportowych i innych z województw przygranicznych PRL i ZSRR. Od 24 stycznia 1986 wprowadzono na podstawie przepustek uproszczony ruch graniczny. Następnie od 1 października 1990 rozszerzono o ruch osobowy dla obywateli polskich i Związku Radzieckiego oraz towarowy dla obywateli Rzeczypospolitej Polskiej i Związku Radzieckiego. Kontrolę graniczną osób towarów i środków transportu wykonywała Graniczna Placówka Kontrolna Dorohusk.
1 stycznia 1964 funkcjonowało przejście graniczne uproszczonego ruchu granicznego Okopy, w którym kontrolę graniczną i celną osób, towarów oraz środków transportu wykonywała 4 placówka WOP Dorohusk.